# تپه اربابی کوچک
تپه اربابی کوچک مربوط به هزاره سوم و ۲ قم است و در شهرستان زنجان، بخش قره‌پشتلو، روستای سهرین واقع شده و این اثر در تاریخ ۷ مهر ۱۳۸۱ با شمارهٔ ثبت ۶۳۸۱ به‌عنوان یکی از آثار ملی ایران به ثبت رسیده است.